# Finestret
Finestret (em catalão:  Finestret) é uma comuna francesa na região administrativa da Occitânia, no departamento dos Pirenéus Orientais. Estende-se por uma área de 8.43 km², e possui 184 habitantes, segundo o censo de 2018, com uma densidade de 22 hab/km².